# Antimineralokortikoid
Antimineralokortikoid (aldosteronski antagonist) je diuretički lek koji ometa dejstvo aldosterona na mineralokortikoidnim receptorima. Ova grupa lekova se često koristi kao pomoćna terapija, u kombinaciji sa drugim lekovima, za tretman hroničnog zatajenja srca. Spironolakton, prvi član ove klase, se takođe koristi za lečenje hiperaldosteronizma (uključujući Konov sindrom) i ženskog hirsutizma.

## Mehanizam dejstva
Aldosteronski antagonisti imaju afinitet za mineralokortikoidni receptor. Antagonizam tog receptora inhibira resorpciju natrijuma u prikupljajućim kanalima nefrona u bubrezima. Time se ometa razmena natrijuma i kalijuma, redukuje urinarno izlučivanje kalijuma i u manjoj meri povišava izlučivanje vode (diureza).

## Primeri
Deo članova ove klase koji su u kliničkoj upotrebi je:
- Spironolakton
- Eplerenon - ima veću specifičnost od spironolaktona
- Kanrenon (kanrenoat kalijum)
- Prorenon (prorenoat kalijum)
- Meksrenon (meksrenoat kalijum)

## Spoljašnje veze
- Aldosterone+Antagonists на 
- lista agensa 82000451